# ديفيد راسيل (سائق سباق)
ديفيد راسيل (بالإنجليزية: David Russell)‏ هو سائق سباق أسترالي، ولد في 4 يناير 1982 في Casino, New South Wales ‏ في أستراليا.

## وصلات خارجية
- دايفيد راسيل على موقع Racing-Reference.info (الإنجليزية)
- دايفيد راسيل على موقع DriverDB.com (الإنجليزية)